# La Sexta
La Sexta (stiliserad som laSexta) är en öppen spansk TV-kanal som ingår i Atresmedia. Programmen är allmänna, med inriktning på program med humor och underhållning samt program med samtidsanalyser.